# Steel Lake
Steel Lake är en sjö i Kanada.   Den ligger i Thunder Bay District och provinsen Ontario, i den sydöstra delen av landet, 900 km väster om huvudstaden Ottawa. Steel Lake ligger 331 meter över havet.
I omgivningarna runt Steel Lake växer i huvudsak blandskog. Trakten runt Steel Lake är nära nog obefolkad, med mindre än två invånare per kvadratkilometer.